# سیژا استویکا
سیژا استویکا (۲۳ مه ۱۹۳۳–۲۸ ژانویه ۲۰۱۳) نویسنده، نقاش، فعال و موسیقیدان رمانیایی اتریشی و بازمانده هولوکاست بود.

## زندگی
استویکا در سال ۱۹۳۳ در کروبات آندر مور، اشتایرمارک، به عنوان پنجمین از شش فرزند مادر ماریا «سیدی» ریگو استویکا و پدر کارل «وکار» هوروات به دنیا آمد. دو برادرش، کارل «کارلی» استویکا و یوهان «مونگو» استویکا، نیز نویسنده و موسیقیدان بودند.
خانواده کاتولیک رومی لوارا رما بودند، اعضای قبیله باگارشچی از طرف پدرشان و قبیله جیلچچی از طرف مادرشان. استویکاها اسب‌تجارت بودند که کاروانشان زمستان‌ها را در وین و تابستان‌ها را در حومه‌های اتریش می‌گذراندند، جایی که خانواده می‌توانستند میراثشان را برای بیش از ۲۰۰ سال پیگیری کنند. او به همراه مادرش و چهار از پنج برادر، هولوکاست و اسارت در آشویتس، راونسبروک و برگن-بلزن را زنده ماند. پدرش بهاردوگاه کار اجباری داخائو، سپس به قصر هارتهایم فرستاده شد، جایی که کشته شد. جوانترین برادرش اسی در «زیگنرفامیلیناگر» در آشویتس-بیرکناو در سال ۱۹۴۳ درگذشت.
استویکا، مادرش و خواهرانش توسط بریتانیایی‌ها در سال ۱۹۴۵ از برگن-بلزن آزاد شدند و به وین بازگشتند. سیژا در دوازده سالگی در کلاس دوم مدرسه شروع به تحصیل کرد.
استویکا دو فرزند داشت، یک پسر در سال ۱۹۴۹ و یک دختر در سال ۱۹۵۱. پسرش جانو، موسیقیدان جاز، در سال ۱۹۷۹ بر اثر مصرف مواد مخدر درگذشت. او معیشت خود را از طریق فروش پارچه درب‌به‌درب و همچنین فروش فرش در بازارها تأمین می‌کرد و تا سال ۱۹۸۴ به این کار مشغول بود. بعدها، به عنوان نویسنده، نقاش، خواننده و سخنران عمومی در وین زندگی کرد.
در سال ۱۹۹۲، او سخنگوی اتریشی برای به رسمیت شناختن نسل‌کشی رما و سینتی شد و همچنین صدایی در مبارزه با تبعیضی بود که رماها همچنان در سراسر اروپا متحمل می‌شوند.
او در سال ۲۰۱۳ در وین در سن ۷۹ سالگی درگذشت.

## زندگی‌نامه‌ها
استویکا سه زندگی‌نامه نوشته است. اولین کتاب او، ما در خلوت زندگی می‌کنیم: خاطرات یک رومنی در سال ۱۹۸۸ منتشر شد و یکی از اولین آثار مشهور بود که مسائل مربوط به آزار و اذیت نازی‌ها علیه مردم رمای اتریشی را به‌طور عمومی مطرح کرد. این انتشار به دلیل محتوای خود، و همچنین به دلیل این که توسط یک زن نوشته شده بود و سنت رمانی را شکسته بود، توجه عمومی قابل توجهی را به خود جلب کرد. استویکا به بررسی این مسائل در مسافران این دنیا (۱۹۹۲) و من خواب می‌بینم که زنده‌ام - آزاد شده از برگن-بلزن  (۲۰۰۵) ادامه داد. هر سه کتاب با کمک کارین برگر به عنوان ویراستار منتشر شدند.
آثار استویکا با آثار دیگر بازماندگان هولوکاست رمانی، از جمله فیلومنا فرانز، اتو روزنبرگ، والتر وینتر و آلفرد لِسینگ مقایسه شده‌اند.

### خاطرات نوشته شده توسط برادران او

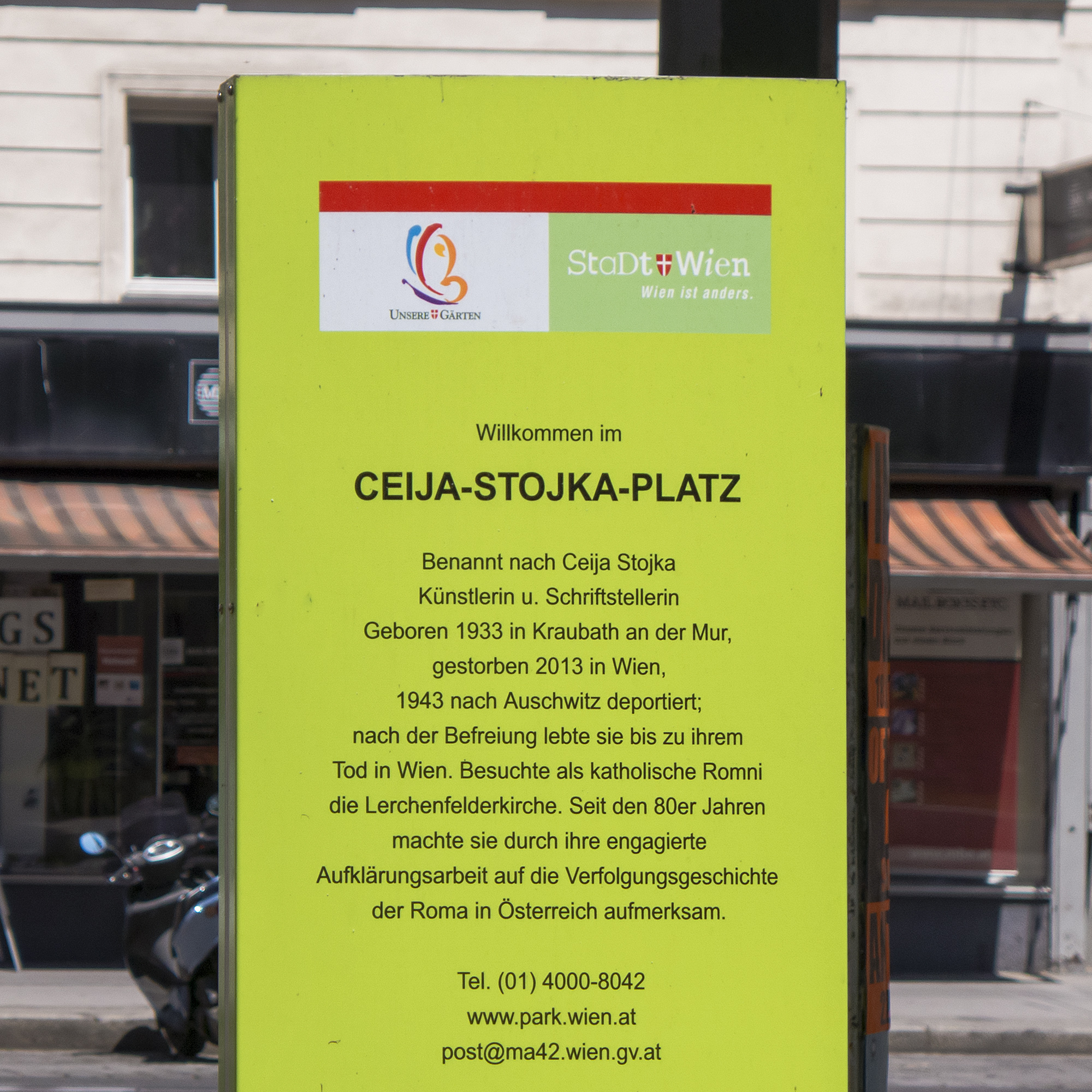
تابلوی یادبود برای Ceija Stojka Platz در وین، اتریش.

دو برادر استویکا، کارل و مونگو استویکا، نیز زندگی‌نامه‌هایی دربارهٔ تجربیات خانواده‌شان از آزار و اذیت رمای اتریشی تحت نازی‌ها منتشر کرده‌اند. کارل استویکا، چهارمین فرزند خانواده، در سراسر جهان در خانه را در سال ۱۹۹۴ منتشر کرد. مونگو استویکا، بزرگ‌ترین مرد خانواده،کودکان کاغذی: خوشبختی، ویرانی و شروع دوباره یک خانواده رما در اتریش را در سال ۲۰۰۰ منتشر کرد. این خاطرات هم‌پوشانده شده یکی از تنها فرصت‌ها برای مقایسه خاطرات اعضای خانواده‌ای که از هولوکاست نجات یافته‌اند و بررسی «تجربیات جداگانه و جمعی یک رویداد تاریخی بزرگ و تراژیک» را فراهم می‌کند، با توجه به اینکه تنها حدود ۱۸٪ از رمای اتریشی از آزار و اذیت نازی‌ها نجات یافتند.

### فیلم
نویسنده اتریشی، کارین برگر، ویراستار چندین کتاب از سیژا استویکا، به عنوان فیلمساز نیز شناخته شده است و دو فیلم مستند دربارهٔ زندگی و کار سیژا استویکا منتشر کرده است:
سیژا استویکا، اتریش ۱۹۹۹، ۸۵ دقیقه و چمن سبز سبز زیر، اتریش ۲۰۰۵، ۵۲ دقیقه
استویکا در فیلم مستند ما را فراموش نکنید در سال ۲۰۱۳ حضور دارد که به دنبال چندین بازمانده غیر یهودی هولوکاست می‌پردازد.